# Lijst van burgemeesters van Beesd
Dit is een lijst van burgemeesters van de voormalige Nederlandse gemeente Beesd in de provincie Gelderland.
| Ambtsperiode | Naam burgemeester                                    | Partij of stroming | Bijzonderheden |
| ------------ | ---------------------------------------------------- | ------------------ | --- |
| 1812 - 1831  | Pieter Jan Verstegen Janszoon                        |                    | maire/schout/burgemeester |
| 1832 - 1837  | Otto Willem Arnold graaf van Bylandt van Marienweerd |                    | |
| 1837 – 1868  | Johan Willem Ferdinand Snethlage                     |                    | |
| 1868 - 1876  | Pieter Cornelis Swemer                               |                    | |
| 1876 - 1915  | Casper Derk van Ledden Hulsebosch                    |                    | |
| 1915 - 1919  | J.W. Hondelink                                       |                    | Vermoord in maart 1919. |
| 1919 - 1920  | J. Middelkoop                                        |                    | |
| 1920 - 1938  | Mr. W.F.F. baron van Verschuer                       |                    | |
| 1938 - 1953  | A. Pos                                               | CHU                | Voorheen gemeentesecretaris van Beesd. In periode 1945/1946 waren Herman Willem Semmelink en Rudolf Adriaan van Sandick daar waarnemend burgemeester |
| 1954 - 1969  | R.A.W.J. Jonkers                                     | CHU                | waarnemend vanaf december 1967 |
| 1969 - 1970  | G.J. Kolff                                           | CHU                | eerst waarnemend, tevens burgemeester van Deil |
| 1970 - 1971  | L.J. Hommes                                          | PvdA               | waarnemend, tevens waarnemend van Deil |
| 1971 - 1973  | G.J. Kolff                                           | CHU                | tevens burgemeester van Deil |
| 1973 - 1978  | J.G. Krol                                            | CHU                | eerder burgemeester van Vollenhove. |